# (9702) Tomvandijk
(9702) Tomvandijk (2108 T-2) – planetoida z pasa głównego asteroid okrążająca Słońce w ciągu 3,55 lat w średniej odległości 2,33 j.a. Odkryta 29 września 1973 roku.